# Elecciones estatales de Michoacán de 1980
Las elecciones estatales de Michoacán de 1980 se realizaron el domingo 6 de julio de 1980 y en ellas se renovaron los siguientes cargos de elección popular del estado mexicano de Michoacán:
- Gobernador de Michoacán. Titular del Poder Ejecutivo del estado, electo para un periodo de seis años, sin derecho a reelección. El candidato electo fue Cuauhtémoc Cárdenas.
- 18 diputados del Congreso del Estado. Electos por mayoría relativa en cada uno de los distritos electorales del estado para integrar la LXII Legislatura.
- 113 ayuntamientos. Integrados por un presidente municipal y un grupo de regidores, electos para un periodo de tres años no reelegibles para el periodo inmediato.

## Campaña
En el Partido Revolucionario Institucional (PRI) se consideró a dos personas para la candidatura a gobernador. El Procurador Federal del Consumidor, Salvador Pliego Montes; y el senador de la República, Cuauhtémoc Cárdenas, hijo del presidente de México, Lázaro Cárdenas, y aspirante a la misma candidatura en las elecciones estatales de 1974. Inicialmente se esperaba que la candidatura recayera en Pliego Montes. Sin embargo, el presidente de México, José López Portillo, prefirió que la nominación fuera para Cárdenas. Cuauhtémoc Cárdenas registró su candidatura el 27 de febrero de 1980, la cual fue secundada por el Partido Auténtico de la Revolución Mexicana (PARM) y el Partido Popular Socialista (PPS).
La candidatura de Cárdenas se amparó en la buena reputación de la presidencia de su padre, Lázaro Cárdenas. Su plataforma política se basó en los ideales del cardenismo y de la revolución mexicana, prometiendo «el reparto agrario, la justicia social, la justicia por el olvido de los indígenas, la unidad de los michoacanos, la defensa del interés general, el cooperativismo y las organizaciones de ella originada». Durante su campaña, Cuauhtémoc Cárdenas visitó los 113 municipios del estado y celebró su cierre de campaña en el puerto de Lázaro Cárdenas.
El Partido Acción Nacional (PAN) nombró el 27 de abril de 1980 a Adrián Peña Soto como su candidato a gobernador. El Partido Demócrata Mexicano (PDM) designó a Alfonso López Camacho como su candidato a gobernador. Su campaña se basó en «criticar y golpear la figura del partido oficial y a la ideología cardenista». El Partido Comunista Mexicano (PCM) seleccionó como su candidato a Antonio Franco Gutiérrez. Su postulación fue respaldada por organizaciones sin registro oficial como partidos políticos, entre ellos el Partido del Pueblo Mexicano y el Movimiento de Acción y Unidad Socialista (MAUS). La campaña de Franco Gutiérrez se basó en «criticar el imperialismo y el sistema económico nacional».
Las votaciones se realizaron el domingo 6 de julio de 1980. En ellas Cuauhtémoc Cárdenas ganó la gubernatura con el 93% de los votos emitidos. Igualmente su partido obtuvo los 18 escaños de mayoría relativa del Congreso del Estado de Michoacán.

## Resultados

### Congreso estatal
|  | 92.25 % |

|  | 3.31 % |

|  | 2.19 % |

|  | 0.70 % |

|  | 0.65 % |

|  | 0.52 % |

|  | 0.08 % |

|  | 99.73 % |

|  | 0.27 % |

### Ayuntamientos
|  | 94.18 % |

|  | 2.50 % |

|  | 1.13 % |

|  | 1.06 % |

|  | 0.49 % |

|  | 0.34 % |

|  | 0.00 % |

|  | 99.74 % |

|  | 0.26 % |